# Мыржыкбай, Кенжегали Турсынбекович
Кенжегали Турсынбекович Мыржыкбай (род. 3 апреля 1953, Аягуз, Восточно-Казахстанская область, Казахская ССР, СССР) — оперный, камерный концертный певец, Заслуженный артист Казахской ССР (1991).
Происходит из подрода Нурбике-Шаншар рода каракесек племени аргын.

## Образование
После окончания средней школы в 1970 г. поступил в музыкальное училище имени М. Тулебаева в г. Семипалатинске, а в 1972 г. — в Алма-Атинскую консерваторию.
В 1976 г. перевёлся в Ленинградскую консерваторию, получил диплом по специальностям «оперный певец», «камерный концертный певец» и «педагог».
В 1996 г. окончил Академию искусств имени Т. Жургенова по специальности «режиссёр музыкальных театров».

## Карьера
В 1981—1996 гг. — солист Академического театра оперы и балета им. Абая.

1996—1997 гг. — доцент Евразийского университета имени Л. Н. Гумилёва.

1997—1998 гг. — директор Акмолинской областной филармонии.

1998—2007 гг. — заведующий кафедрой сольного пения в КазНАМ.

В 2007 г. назначен начальником Управления культуры Восточно-Казахстанской области.

С апреля 2009 г. работал директором Восточно-Казахстанской областной государственной филармонии.

2012 г. — руководитель культурно-просветительского объединения «Кәусар» ЕНУ им. Л. Н. Гумилева.

## Награды и достижения
- 1991 г. — присвоено почётное звание «Заслуженный артист Казахской ССР».
- 2022 г. — Государственная премия Республики Казахстан в области литературы и искусства имени Абая — за концерт «Жүрегім нені сезесің?»[6].
- За годы творческой деятельности солиста состоялись его гастроли по 15 странам мира, 15 городам России, 15 областям Казахстана.